# ووستر (اوهایو)
ووستر(به انگلیسی: Wooster) شهری در ایالت اوهایو کشور ایالات متحده آمریکا است که جمعیت آن در سرشماری سال ۲۰۱۰ میلادی، ۲۶٬۱۱۹ نفر بوده‌است.